# Complejo Uruguay Celeste
El Complejo Uruguay Celeste es el predio donde se encuentran los campos de entrenamiento y concentración de las selecciones uruguayas masculinas y femeninas de fútbol en todas sus categorías. Es parte del patrimonio de la Asociación Uruguaya de Fútbol. 
El complejo se comenzó a construir en el 2000 cuando el presidente de la AUF era Eugenio Figueredo, mientras que en 2002 se inauguró. 

## Ubicación
Se encuentra en el kilómetro 27.800 de la Ruta Nacional N° 101 en Barros Blancos en el departamento de Canelones. Ubicado a tan solo 5 minutos del Aeropuerto Internacional de Carrasco y a media hora del centro de Montevideo, está emplazado en una zona rural despejada y es vecino del Centro de Entrenamiento de Danubio F.C..

## Infraestructura

### Canchas y espacios de entretenimiento
El Complejo Uruguay Celeste cuenta con seis canchas con medidas reglamentarias, cinco de ellas de césped natural y una de césped sintético, inaugurada por el presidente de la FIFA, Joseph Blatter en 2012.

En 2016 se realizó, un área de césped natural cerrada para trabajos específicos y un gimnasio techado de césped sintético de 60 x 40 metros.
Una de las canchas es de arena y brinda otras prestaciones cuando el clima es hostil. Las otras tienen un sistema de tierra. Las instalaciones son utilizadas durante 22 meses sin pausas entre febrero del año par y diciembre del impar.

### Habitaciones y salas
Las habitaciones brindan el confort necesario para los futbolistas e integrantes del cuerpo técnico, ya que cuenta con 20 habitaciones con dos camas de plaza y media, baño privado,televisión, placard y aire acondicionado y una sala para el cuerpo técnico.
La sala de aparatos tiene un moderno equipamiento en condiciones para los requerimientos de las preparaciones físicas de las diferentes selecciones.

### Área gastronómica y entretenimiento
Dentro del área gastronómica existe un sector de producción, un espacio de comedor (de cerca de 180 m²), un living, una cocina incorporada con su despensa y cámara de frío, pool, mesa de ping pong, biblioteca con 1.000 libros, parrillero cerrado, sala de musculación, vestuarios y utilería. Además, el Complejo Celeste cuenta con una sala de reuniones de los cuerpos técnicos y una sala de charlas, conferencia y videos.